# Warlord
Warlord - другий студійний альбом шведського репера Yung Lean'а. Він був випущений 25 лютого 2016 року Year0001. Він був записаний у період з весни до осені 2015 року по всій Флориді та Стокгольмі. Розширена версія вийшло 28 квітня 2016 року.

## Список пісень
Усі написані Джонатаном.
Автор музики і слів Yung Lean. 
| #     | Назва                               | Producer(s)                       | Тривалість |
| ----- | ----------------------------------- | --------------------------------- | ---------- |
| 1.    | «Immortal»                          | Yung Gud                          | 2:28       |
| 2.    | «Highway Patrol» (featuring Bladee) | Yung Sherman, Yung Gud, Mike Dean | 3:33       |
| 3.    | «Fantasy» (featuring Lil Flash)     | Yung Sherman, Yung Gud, Karman    | 3:09       |
| 4.    | «Afghanistan»                       | Yung Gud, Whitearmor              | 2:47       |
| 5.    | «Hoover»                            | Yung Gud                          | 2:39       |
| 6.    | «Fire»                              | Whitearmor                        | 3:08       |
| 7.    | «Stay Down»                         | Yung Sherman, Yung Gud            | 3:13       |
| 8.    | «Eye Contact»                       | Whitearmor                        | 3:41       |
| 9.    | «More Stacks»                       | Yung Sherman, Yung Gud, Mike Dean | 3:23       |
| 10.   | «AF1s» (featuring Ecco2k)           | Yung Sherman, Yung Gud            | 3:41       |
| 11.   | «Hocus Pocus» (featuring Bladee)    | Yung Sherman, Yung Gud            | 3:31       |
| 12.   | «Shawty U Know What It Do»          | Yung Sherman, Whitearmor          | 2:11       |
| 13.   | «Miami Ultras»                      | Yung Sherman, Yung Gud            | 4:24       |
| 41:42 |                                     |                                   |            |

| Deluxe Edition бонусні пісні | Deluxe Edition бонусні пісні                     | Deluxe Edition бонусні пісні | Deluxe Edition бонусні пісні |
| #                            | Назва                                            | Producer(s)                  | Тривалість                   |
| ---------------------------- | ------------------------------------------------ | ---------------------------- | ---------------------------- |
| 1.                           | «Sippin» (featuring ManeMane4cgg)                | Acea, Woesum                 | 4:10                         |
| 2.                           | «God Only Knows»                                 | Acea, Woesum                 | 3:34                         |
| 3.                           | «How U Like Me Now?» (featuring ThaiBoy Digital) | Yung Gud                     | 3:53                         |
| 4.                           | «Pearl Fountain» (featuring Black Kray, Bladee)  | Yung Sherman, Acea           | 3:14                         |
| 5.                           | «Stars Align»                                    | Yung Sherman                 | 4:23                         |
| 6.                           | «Shine»                                          | Acea, Woesum                 | 4:51                         |
| 65:47                        |                                                  |                              |                              |

## Критика
Стів Маллон із журналу Crack Magazine писав, що "Як і у більшості пісень Lean, такі композиції, як Fantasy, Highway Patrol та Afghanistan, мають кришталеві інструментальні засоби, але їх відпускає не натхненний ліризм і правильна подача", тоді як Урал Гаррет з HipHopDX сказав: "Незалежно від деяких ненавмисних кроків, Warlord досліджує розум людини, яка вже цинічно ставиться до слави, навіть якщо це лише через двійкові коди Інтернету ".
Деякі відгуки були набагато менш позитивними. Tiny Mix Tapes в більш негативному відгуку написав, що "слухати Warlord - це як думки про Наполеона, що б'є себе. Це навмисно. Але грати дурнем і вдавати - це різні речі (повністю); тут це відчувалось холодно. Тому я бачу вас, Yung Lean. Ви просто розчарувались, що першими схопили ім'я Warlord зі всіх ігрових майданчиків. Люди - брехуни. Усі вони ".